# Kloster Martano

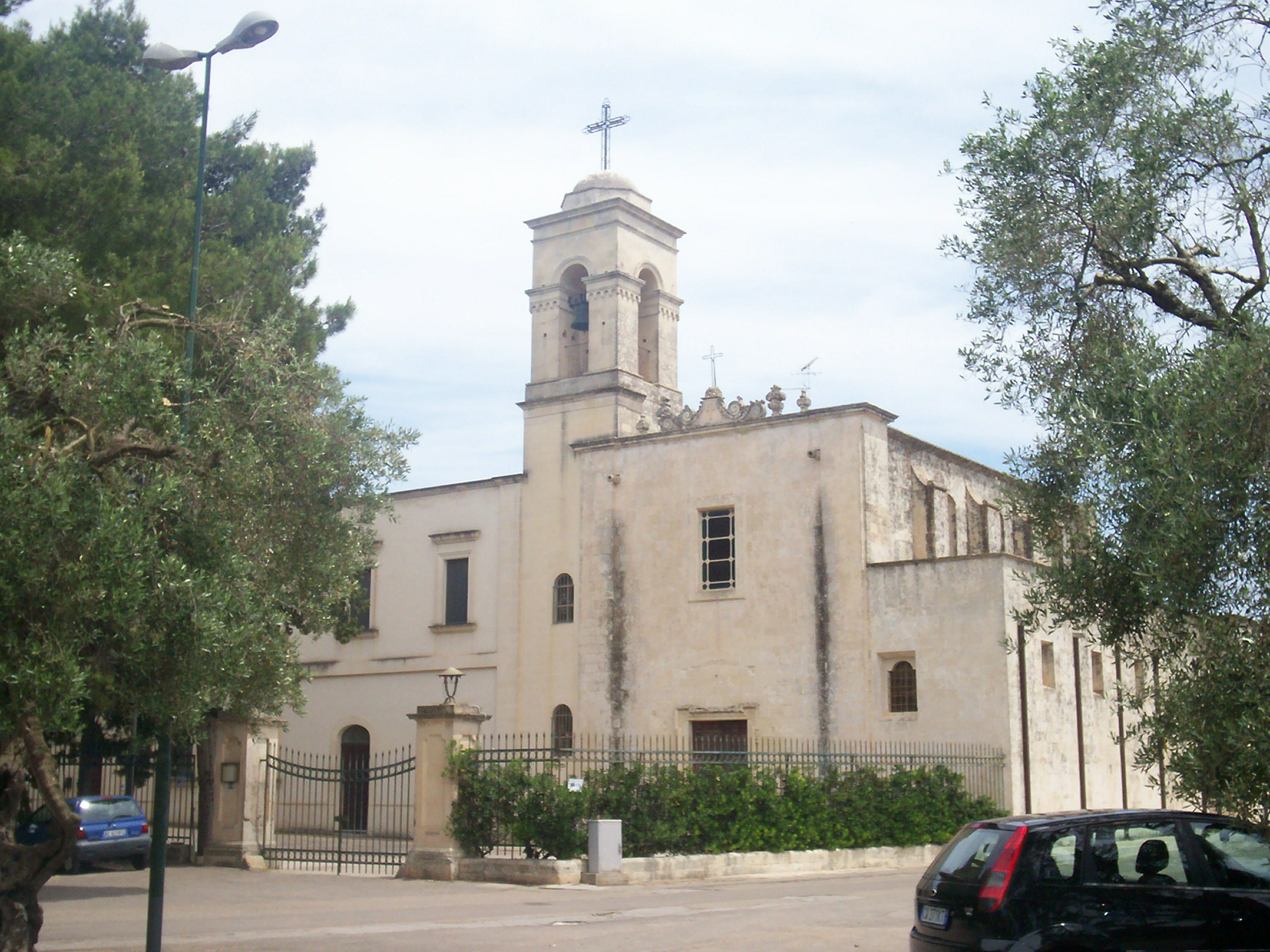
Kloster Martano

Das Kloster Martano (auch: Santa Maria della Consolazione), das seit 1686 existiert, ist seit 1926 ein Kloster der Zisterzienser in Martano, Provinz Lecce, Apulien, Erzbistum Otranto in Italien.

## Geschichte
Das Kloster Santa Maria della Consolazione („Maria Trost“) in Martano (20 km südöstlich Lecce), dessen Anfänge ins 17. Jahrhundert zurückgehen, war bis 1866 (inoffiziell bis 1881) im Besitz der Alcantariner. Dann stand es leer. Seit 1926 ist es Priorat der Zisterzienser des Klosters Casamari. Das Kloster besitzt eine durch Schenkungen angereicherte kostbare Bibliothek, die u. a. den Italianisten Mario Marti (1914–2015), ehemaliger Rektor der Universität Lecce, sowie den Kunsthistoriker Michele Paone (1938–2001) beerbte. Wissenschaftlich bedeutend war der Martaner Mönch und Gräzist Mauro Cassoni (1877–1951).